# Microsoma exigua
Microsoma exigua là một loài ruồi trong họ Tachinidae.